# Нікола Бруно
Нікола Бруно (італ. Nicola Bruno; нар. 26 січня 1971) — колишній італійський тенісист.
Найвищу одиночну позицію світового рейтингу — 169 місце досяг 11 травня 1992, парну — 133 місце — 16 вересня 1996 року.
Найвищим досягненням на турнірах Великого шолома було 2 коло в парному розряді.

## Титули на челленджерах

### Одиночний розряд: (1)
| Ранг | Рік  | Турнір            | Покриття | Суперник          | Рахунок  |
| ---- | ---- | ----------------- | -------- | ----------------- | -------- |
| 1.   | 1992 | Грамаду, Бразилія | Тверде   | Річард Матушевскі | 6–2, 6–2 |

### Парний розряд: (4)
| Ранг | Рік  | Турнір                | Покриття | Партнер           | Суперники                       | Рахунок          |
| ---- | ---- | --------------------- | -------- | ----------------- | ------------------------------- | ---------------- |
| 1.   | 1989 | Салерно, Італія       | Ґрунт    | Федеріко Мордеган | Стефано Меццандрі Уго Пігато    |                  |
| 2.   | 1996 | Ольбія, Сардинія      | Тверде   | Стефан Сіміан     | Джефф Грант Мауріс Руа          | 7–5, 6–4         |
| 3.   | 1997 | Вольфсбург, Німеччина | Килим    | Лоренс Тілеман    | Генрік Гольм Нільс Гольм        | 7–6, 6–4         |
| 4.   | 2001 | Мілан, Італія         | Килим    | Джанлука Поцці    | Даніеле Браччалі Федеріко Луцці | 2–6, 7–6(2), 6–3 |